# Dingevatnet
Dingevatnet (oder Dingevatn) ist der Name eines Sees in der Kommune Gulen in der norwegischen Provinz Vestland.